# Енфіда-Хаммамет (аеропорт)
Міжнародний аеропорт Енфіда-Хаммамет (IATA: NBE, ICAO: DTNH) — аеропорт у місті Енфіда, Туніс, розташований приблизно за 40 км на південний захід від міста Хаммамет. Аеропорт в основному використовується європейськими авіакомпаніями, що здійснюють подорожі до туніських курортів.

## Авіалінії та напрямки на червень 2018
| Авіакомпанія                 | Пункт призначення |
| ---------------------------- | --- |
| Air Bucharest                | Сезонний чартер: Бухарест (з 10 червня 2018) |
| Azur Air                     | Сезонний чартер: Архангельськ, Бєлгород, Челябінськ, Калінінград, Казань, Краснодар, Москва-Домодєдово, Нижній Новгород, Новосибірськ, Омськ, Перм, Ростов-на-Дону, Ст Петербург, Самара, Сиктивкар, Тюмень, Уфа                                                                                  |
| Azur Air Germany             | Сезонний чартер: Дюссельдорф |
| Azur Air Ukraine             | Сезонний чартер: Київ–Бориспіль |
| Bravo Airways                | Сезонний чартер: Київ-Жуляни, Кривий Ріг (з 12 червня 2018), Одеса (з 5 червня 2018) |
| Brussels Airlines            | Сезонний: Брюссель |
| Bulgaria Air                 | Сезонний чартер: Софія |
| Corendon Dutch Airlines      | Сезонний: Маастрихт/Аахен |
| Enter Air                    | Сезонний чартер: Варшава-Шопен (з 7 червня 2018) |
| Luxair                       | Сезонний: Люксембург |
| Nouvelair                    | Сезонний чартер: Брюссель |
| Red Wings Airlines           | Сезонний чартер: Москва-Домодєдово |
| Rossiya Airlines             | Сезонний чартер: Москва-Внуково |
| Royal Flight                 | Сезонний чартер: Москва–Шереметьєво |
| Small Planet Airlines        | Сезонний чартер: Вільнюс |
| Small Planet Airlines Poland | Сезонний чартер: Катовиці |
| Smartlynx Airlines           | Сезонний чартер: Рига |
| Thomas Cook Airlines         | Бірмінгем, Лондон-Гатвік, Манчестер Сезонний: Белфаст-Міжнародний (відновлення 3 квітня 2019), Бристоль (з 3 квітня 2019), Кардіфф (відновлення 1 травня 2019), Глазго, Лондон-Станстед, Ньюкасл                                                                                                  |
| Travel Service Airlines      | Сезонний: Брно (з 4 червня 2018) |
| Travel Service Polska        | Сезонний чартер: Катовиці (з 7 червня 2018), Варшава-Шопен |
| TUI Airways                  | Сезонний: Бірмінгем, Бристоль, Кардіфф (з 3 травня 2019), Донкасте/Шеффілд (відновлення 6 травня 2019), Східний Мідландс (відновлення 6 травня 2019), Глазго (відновлення 6 травня 2019), Лондон-Гатвік, Лондон-Лутон (відновлення 3 травня 2019), Манчестер, Ньюкасл (відновлення 3 травня 2019) |
| TUI fly Belgium              | Брюссель, Остенде/Брюгге Сезонний: Брюссель-Шарлеруа, Льєж (відновлення 5 липня 2018) |
| TUI fly Deutschland          | Сезонний: Дюссельдорф, Франкфурт, Ганновер |
| TUI fly Netherlands          | Сезонний: Амстердам |
| Ural Airlines                | Сезонний чартер: Москва-Домодєдово, Ст Петербург |

## Статистика
| 2010  | 500,000     |
| 2011  | ▲ 1,500,000 |
| 2012  | ▲ 2,100,000 |
| 2013  | ▲ 2,300,000 |
| 2014  | ▲ 3,300,000 |
| 2015  | ▼ 900,000   |
| 2016  | ▼ 800,000   |
| STATS |             |